# Sami El Gueddari
Sami El Gueddari, né le 1er février 1984 à Orléans, est un nageur handisport français, spécialiste du 50 m et du 100 m nage libre. 
Il a participé aux Jeux paralympiques de 2008 et de 2012, et a été médaillé de bronze au championnat d'Europe de 2009. 
Il est actuellement dirigeant du pôle performance de la Fédération française handisport et, par ailleurs, consultant sportif pour France Télévisions.

## Biographie
Sami El Gueddari est atteint d'une agénésie congénitale à la jambe gauche et de la main droite. Sa jambe a été amputée au niveau du tibia. Son handicap est classé dans la catégorie S9.
Il est membre du club Anglet Olympique.
Ayant pris sa retraite sportive en 2013, il est désormais directeur sportif de la natation handisport et responsable du parcours d'accession sportif au sein de la Fédération française handisport.

## Palmarès
2005 :
- 3e au 100 m nage libre S9 aux Jeux méditerranéens d'Almería[1]

2008 :
- 1er au 50 m nage libre S9 aux Championnats de France d'été
- 1er au 100 m nage libre S9 aux Championnats de France d'été
- Finaliste au 50 m nage libre S9 aux Jeux paralympiques d'été de 2008 de Pékin
- 8e au 100 m nage libre S9 aux Jeux paralympiques d'été de 2008

2009 :
- 1er au 100 m nage libre S9 aux Championnats de France Open d'hiver à Talence
- 1er au 100 m papillon S9 aux Championnats de France Open d'hiver à Talence
- 1er au 50 m nage libre S9 aux Championnats de France d'été à Chambéry
- 1er au 100 m nage libre S9 aux Championnats de France d'été à Chambéry
- 1er au 100 m papillon S9 aux Championnats de France d'été à Chambéry
- 5e au 100 m nage libre S9 aux Jeux méditerranéens de Pescara[1]
- Médaille de bronze au 50 m nage libre S9 aux Championnats d'Europe de Reykjavik[1]

2010 :
- 1er au 50 m nage libre S9 aux Championnats de France d'été
- 1er au 100 m nage libre S9 aux Championnats de France d'été

2011 :
- 4e au relais 4 × 100 mètres 4 nages S9 aux Championnats d'Europe[1]

2012 :
- 5e au 50 m nage libre S9 aux Jeux paralympiques d'été de 2012 de Londres[1]
- 5e dans sa série (non finaliste) au 100 m nage libre S9 aux Jeux paralympiques d'été de 2012

## Activités médiatiques
Il est consultant pour France Télévisions pour les Jeux paralympiques d'été de 2016 à Rio de Janeiro, les Jeux paralympiques d'hiver de 2018 à PyeongChang, les Jeux paralympiques d'été de 2020 à Tokyo, les Jeux paralympiques d'hiver de 2022 à Pékin et les Jeux paralympiques d'été de 2024 à Paris.
À l'automne 2019, il participe à la dixième saison de l'émission Danse avec les stars sur TF1, aux côtés de la danseuse Fauve Hautot, et remporte la compétition le 23 novembre 2019.
Le 12 septembre 2020, il participe à Fort Boyard sur France 2.